# Cropia plumbicincta
Cropia plumbicincta là một loài bướm đêm trong họ Noctuidae.